# Bahnhof Frankfurt-Eschersheim
Der Bahnhof Frankfurt-Eschersheim ist ein Haltepunkt in Frankfurt am Main an der Main-Weser-Bahn.

## Empfangsgebäude

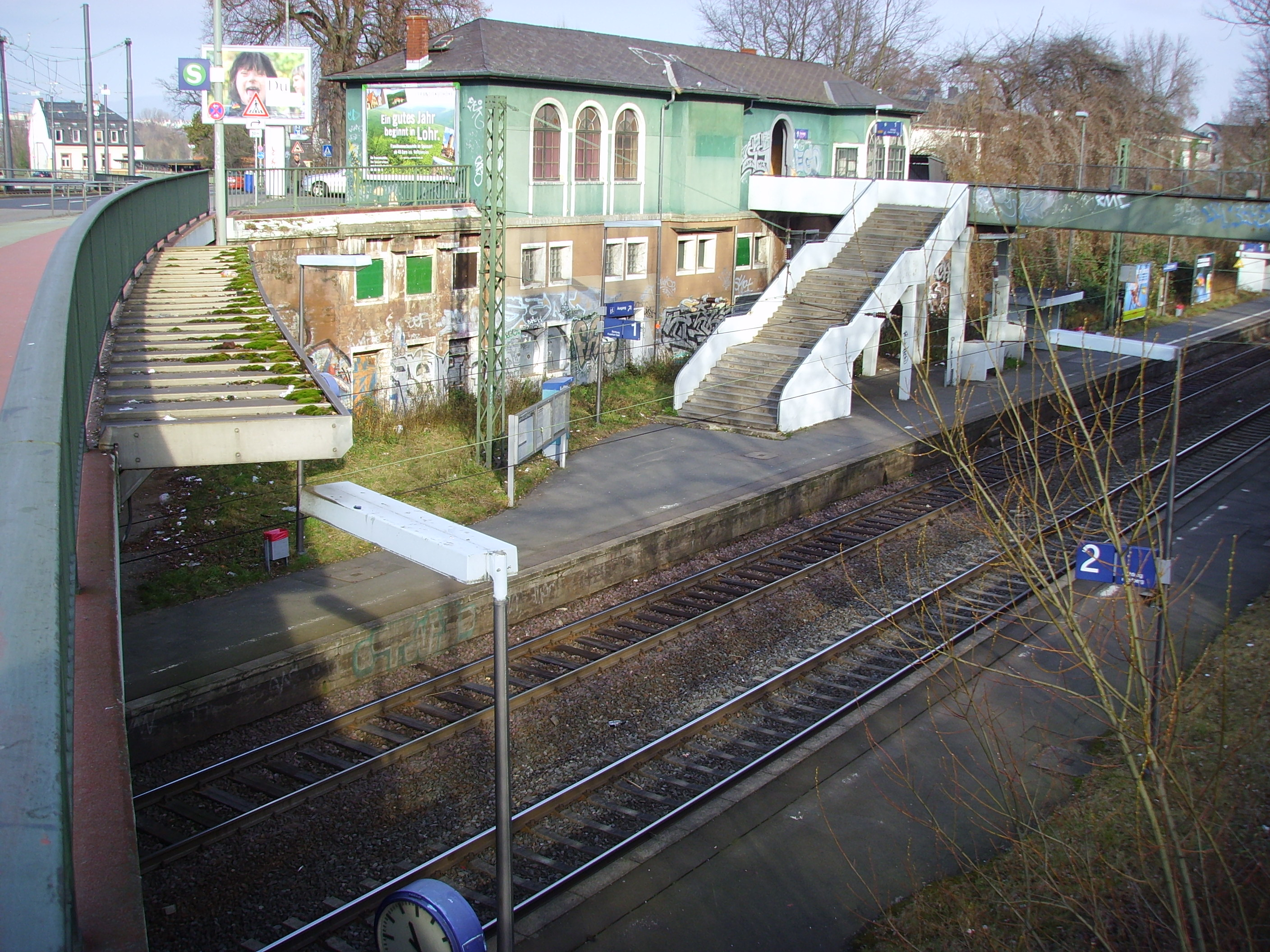
Das verfallene ehemalige Empfangsgebäude (2008)

Das Empfangsgebäude von 1877 / 1913 war ursprünglich in neoklassizistischem Stil errichtet. Bauliche Besonderheit ist seine extreme Hanglage: Die Straßenseite liegt zwei Stockwerkshöhen über der Gleisebene.
Der ursprüngliche Zustand des Empfangsgebäudes wurde seit dem Anfang des 20. Jahrhunderts baulich so stark verändert, dass es nicht als Kulturdenkmal nach dem Hessischen Denkmalschutzgesetz eingestuft werden kann, wie zahlreiche ältere Bahnhofsgebäude weiter nördlich an der Main-Weser-Bahn. Seitens der Gegner eines viergleisigen Ausbaus der Main-Weser-Bahn zwischen Frankfurt West und (zunächst) Bad Vilbel wurde dennoch angeregt, das Gebäude unter Denkmalschutz stellen zu lassen, um es unmöglich zu machen, zwei weitere Gleise zu verlegen.
Im Frühjahr 2023 wurde der Bau oberhalb der Straßenebene abgerissen. Lediglich das Kellergeschoss blieb stehen, die Fenster und Türen wurden jedoch zugemauert.
Das Innere des Gebäudes sei mit Beton verfüllt worden, gab die Bauleitung des Projekts „Eigene Gleise für die S-Bahn“ an.
Dienstleistungen für Fahrgäste waren zuvor im Empfangsgebäude bereits seit mehreren Jahren nicht mehr angeboten worden. Die Deutsche Bahn hatte unter Verweis auf den geplanten Streckenausbau zudem jeglichen Unterhalt eingestellt, sodass das Gebäude einen zunehmend verwahrlosten Eindruck gemacht hatte.

## Viergleisiger Ausbau
Seit 2017 wurde die Main-Weser-Bahn zwischen Frankfurt und Bad Vilbel viergleisig ausgebaut, um S-Bahn-Verkehr und übrigen Verkehr trennen zu können. Während der Bauarbeiten wurde an der Stelle des ehemaligen (westlichen) Bahnsteigs Richtung Innenstadt ein neues Gleis verlegt, mit den Resten des Außen-Bahnsteigs als provisorischem Mittelbahnsteig für den S-Bahn-Halt F-Eschersheim. Der Zugang dazu wurde mit provisorischen Treppen von beiden Seiten der Maybachbrücke ermöglicht.
Seit der Inbetriebnahme im Dezember sind die westlichen Gleise ohne Bahnsteig, die östlichen Gleise für die S-Bahn verfügen unter der Maybachbrücke über einen 96 cm hohen Bahnsteig, mit Zugang von beiden Straßenseiten und einem Fahrstuhl nördlich der Brücke.

## Betrieb

### Eisenbahn
Der Bahnhof wird heute ausschließlich durch die S-Bahn-Linie S6 der S-Bahn Rhein-Main bedient.
| Linie | Verlauf | Takt |
| ----- | --- | --- |
| S6    | (Friedberg (Hess) – Bruchenbrücken – Nieder-Wöllstadt – Okarben –) Groß Karben – Dortelweil – Bad Vilbel – Bad Vilbel Süd – Frankfurt-Berkersheim – Frankfurt-Frankfurter Berg – Frankfurt-Eschersheim – Frankfurt-Ginnheim – Frankfurt (Main) West – Frankfurt am Main Messe – Frankfurt (Main) Galluswarte – Frankfurt (Main) Hbf tief – Frankfurt (Main) Taunusanlage – Frankfurt (Main) Hauptwache – Frankfurt (Main) Konstablerwache – Frankfurt (Main) Ostendstraße – Frankfurt (Main) Lokalbahnhof – Frankfurt (Main) Süd – Frankfurt (Main) Stresemannallee – Frankfurt-Louisa – Neu-Isenburg – Dreieich-Buchschlag – Langen Flugsicherung – Langen (Hess) (– Egelsbach – Erzhausen – Darmstadt-Wixhausen – Darmstadt-Arheilgen – Darmstadt Hbf) | 15 min (Groß Karben–Langen montags–freitags, Bad Vilbel–Langen samstags, Bad Vilbel–Frankfurt Süd sonn-/feiertags) 30 min (Friedberg–Groß Karben montags–freitags, Friedberg–Bad Vilbel samstags, sonn-/feiertags und Langen–Darmstadt werktags, Frankfurt Süd–Darmstadt sonn-/feiertags) |

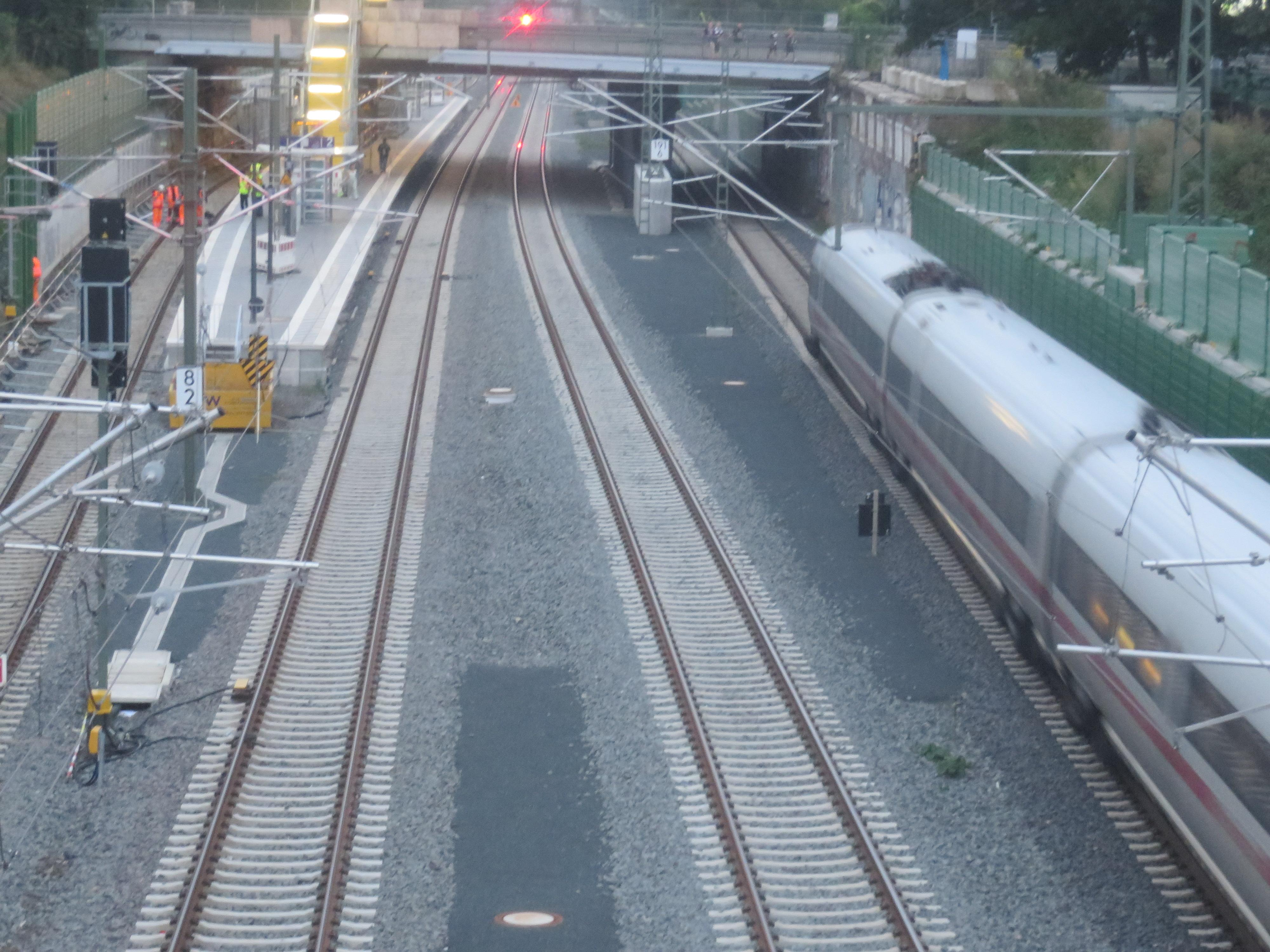
Die Station nach dem Umbau, im Jahr 2024. Links zwei Gleise exklusiv für S-Bahn, rechts zwei Gleise für alles andere

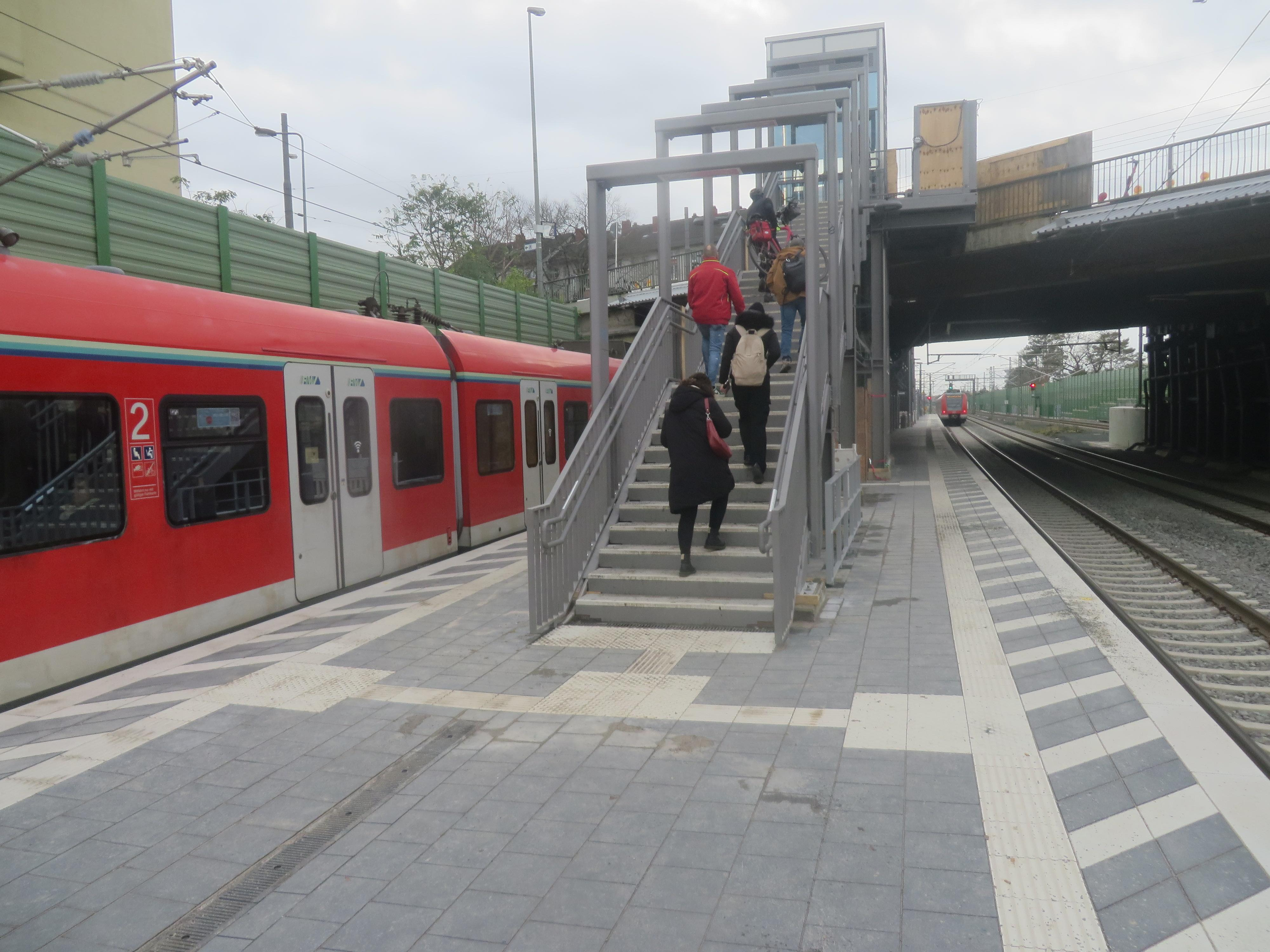
Bahnsteig mit Treppe und Fahrstuhlschacht zur Maybachbrücke (Aufnahme November 2024)

Die Fußgängerüberführung, die durch das Empfangsgebäude zur Straße führte und die beiden außen gelegenen Bahnsteige miteinander verband, wurde im Herbst 2008 wegen Baufälligkeit geschlossen; der letzte Anstrich war im Jahr 1965. Im Sommer 2016 wurde die Stahlkonstruktion entfernt und lediglich die Betonbauteile auf beiden Seiten blieben bestehen. Die Treppe von dieser Überführung zum Bahnsteig Richtung Friedberg wurde bereits mehrere Jahre zuvor gesperrt und durch eine schlichte kurze Treppe am Hang zur Thielenstraße weiter nordwärts ersetzt.
Am Nordende, im Verlauf der Eschersheimer Landstraße gab es eine Fußgängerbrücke mit hölzernen Stufen über die Gleise, welche im Frühjahr 2018 abgerissen wurde. Dort gab es auch ebenerdige Zugänge zu den Bahnsteigen, die bei dem geplanten Ausbau der Bahnstrecke auf vier Gleise entfallen sind. Es gibt jetzt nur noch einen Mittelbahnsteig mit Zugang von der Maybachbrücke aus mit Treppen an beiden Straßenseiten der Brücke und einem Aufzug auf der Nordostseite (d. h. in Fahrtrichtung Heddernheim).

### ÖPNV
Der Bahnhof Eschersheim bildet zusammen mit der in unmittelbarer Nähe gelegenen U-Bahn-Station Weißer Stein einen Verknüpfungspunkt im Frankfurter ÖPNV. Weißer Stein liegt an der A-Strecke und wird von den U-Bahn-Linien U1, U2, U3 und U8 sowie drei Buslinien angefahren. Die vor dem Empfangsgebäude gelegene Bushaltestelle Eschersheim Bf wird von der Buslinie M60 angefahren.